# Adam Lučanský
Adam Lučanský (* 24. listopadu 1993 Martin) je slovenský politik, syn policejního generála Milana Lučanského a od října 2023 poslanec Národní rady SR. 

## Život a kariéra
Narodil se v listopadu 1993 v Martině. Na Mendelově univerzitě v Brně získal inženýrský titul. Po studiu krátce podnikal.

### Politické působení
V roce 2021 se stal asistentem slovenského europoslance a předsedy strany Slovenský patriot Miroslava Radačovského, přičemž ve funkci setrval až do svého zvolení poslancem v roce 2023.
V parlamentních volbách v roce 2023 kandidoval na funkci poslance NR SR ze 101. místa kandidátní listiny SNS jako nominant strany Slovenský patriot. Získal 8 749 preferenčních hlasů, ale v den voleb poslancem zvolen nebyl. Vzhledem k vládnímu angažmá SNS a nominaci Martiny Šimkovičové na funkci ministryně kultury se však díky klouzavému mandátu ještě před první schůzí Národní rady stal jejím náhradníkem. Stal se členem výboru NR SR pro zdravotnictví, ústavněprávního výboru, dvou delegací a několika dalších výborů. V evropských volbách v roce 2024 kandidoval na 9. místě kandidátní listiny SNS na funkci europoslance, ale neuspěl.
V lednu 2025 se zúčastnil slovenské delegace, která navštívila Moskvu. Téhož měsíce navštívil v souvislosti s prezidentskými volbami v zemi také Bělorusko, o kterém konstatoval, že by se v případě nutnosti mohlo stát jeho politickým azylem. V březnu 2025 předložil NR SR zákon o tzv. „zahraničních agentech“. V dubnu 2025 vyzval Radačovského, který se krátce předtím ujal mandátu poslance NR SR jako náhradník za Rudolfa Huliaka, aby vstoupil do klubu SNS, což Radačovský odmítl.
V roce 2023 žil v Bystričce. Po úmrtí svého otce, generála Milana Lučanského, odmítl výsledky vyšetřování (podle kterého spáchal Lučanský sebevraždu) a opakovaně žádal o opětovné prošetření případu. Adam Lučanský také uvedl, že nebýt úmrtí svého otce a následného vývoje kolem jeho případu, do politiky by zřejmě nevstoupil.